# Frohe Botschaft im Lied
Frohe Botschaft im Lied (auch kurz: FBL) war ein Schallplattenlabel für Christliche Musik evangelikaler Prägung im Verlag Hermann Schulte, Wetzlar. 1956 nahm es mit der Veröffentlichung von zwölf Singles – darunter erste Veröffentlichungen des Männerchors Derschlag – seine Produktion auf. Das Label veröffentlichte zunächst vor allem Evangeliumslieder, die sich – auch durch ihre weltweite Verbreitung durch die Radiosendungen des ebenfalls in Wetzlar beheimateten Evangeliums-Rundfunks – bald als Marktlücke herausstellten. Mit Frohe Botschaft für Kinder und Songs der Frohen Botschaft entstanden zielgruppenspezifische Sublabel. Als deutscher Vertriebspartner des Schweizer Plattenlabels Biblophon erschienen in Zusammenarbeit mit der Bibelschule Beatenberg Schallplatten mit Wort- und Musikaufnahmen von Dozenten und Studenten des Seminars. Auch Ableger für andere Sprachen entstanden, wie etwa Echos de la joie in Straßburg für französischsprachige Veröffentlichungen.
Das Label wurde von seinem Verlag intensiv bis in die 1970er Jahre gepflegt. Auch später nahmen vereinzelte Veröffentlichungen Bezug auf das Label. Für die CD-Reihe Ja, damals von Kompilationsalbum aus Zweitverwertungstitel des ehemaligen Labels, erschienen von 1994 bis 1999, wurde auch das alte Logo zitiert.

## Diskografie
Zu den Tonträgerveröffentlichungen des Musiklabels siehe